# Oberschleichach

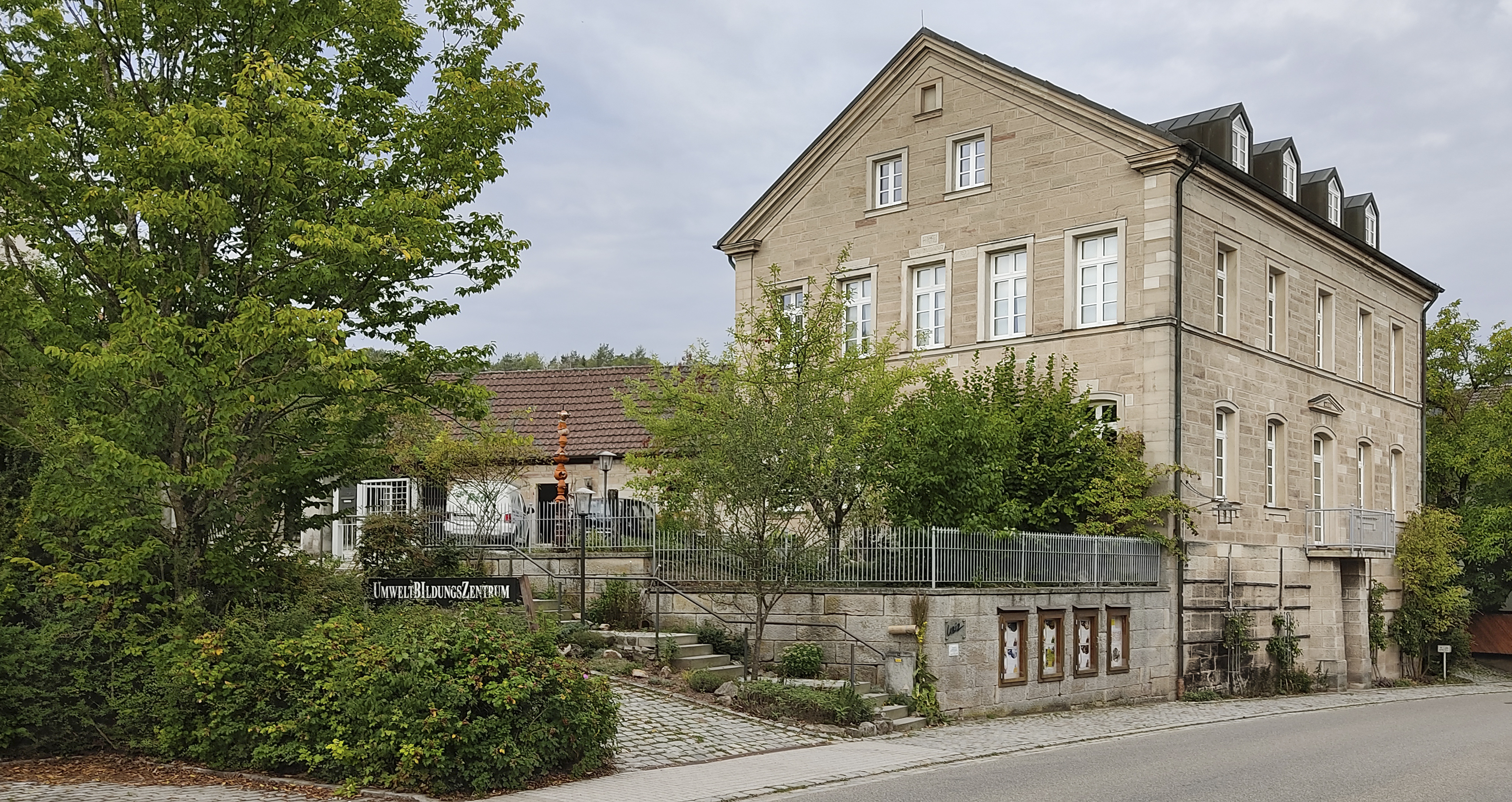
Das Umweltbildungszentrum

Oberschleichach ist ein Gemeindeteil der Gemeinde Oberaurach im unterfränkischen Landkreis Haßberge in Bayern. Am 1. Mai 1978 wurde die bis dahin selbständige Gemeinde Oberschleichach im Zuge der Gebietsreform in Bayern in die neu gebildete Gemeinde Oberaurach eingegliedert.

## Geographie
Das Pfarrdorf liegt an der Staatsstraße 2276 und am Seebach, einem linken Zufluss der Aurach, eines orografisch linken Nebenflusses der Regnitz. Südöstlich verläuft die Staatsstraße 2258 und – entlang der St 2276 und der Aurach – erstreckt sich das rund 203 ha große Naturschutzgebiet Tretzendorfer Weiher. Nordwestlich des Ortes erstreckt sich das rund 25 ha große Naturschutzgebiet Naturwaldreservat Mordgrund.

## Baudenkmäler
In der Liste der Baudenkmäler in Oberaurach sind für Oberschleichach sechs Baudenkmale aufgeführt, darunter die katholische Pfarrkirche St. Laurentius, ein giebelständiger Saalbau mit eingezogenem Chor, Satteldach, verschiefertem Dachreiter und Werksteingliederungen in Sandstein, bezeichnet „1614 renoviert unter Fürstbischof Julius Echter von Mespelbrunn“. Das Langhaus wurde im Jahr 1883 erweitert.